# Katolicki Uniwersytet Lubelski Jana Pawła II
Katolicki Uniwersytet Lubelski Jana Pawła II (łac. Catholica Universitas Lublinensis Ioannis Pauli II, skr. KUL, w latach 1918–1928 Uniwersytet Lubelski) – polski uniwersytet katolicki z siedzibą w Lublinie. Jest kościelną szkołą wyższą o pełnych prawach publicznych szkół wyższych. Najstarsza uczelnia Lublina i jeden z najstarszych uniwersytetów funkcjonujących w Polsce.
Został założony 27 lipca 1918 roku jako Uniwersytet Lubelski z inicjatywy ówczesnego rektora Akademii Duchownej w Petersburgu (powstałej w 1842 roku) ks. Idziego Radziszewskiego. Po wyrażeniu zgody na utworzenie uniwersytetu przez konferencję biskupów polskich w Warszawie z udziałem Achillesa Ratti (późniejszego papieża Piusa XI), uruchomiono naukę na wydziałach: Teologicznym, Prawa Kanonicznego, Prawa i Nauk Społeczno-Ekonomicznych oraz Nauk Humanistycznych. Pierwszym rektorem KUL został Radziszewski, a większość kadry uczelni stanowili wykładowcy Akademii, której ówczesny Uniwersytet Lubelski stał się kontynuatorem.

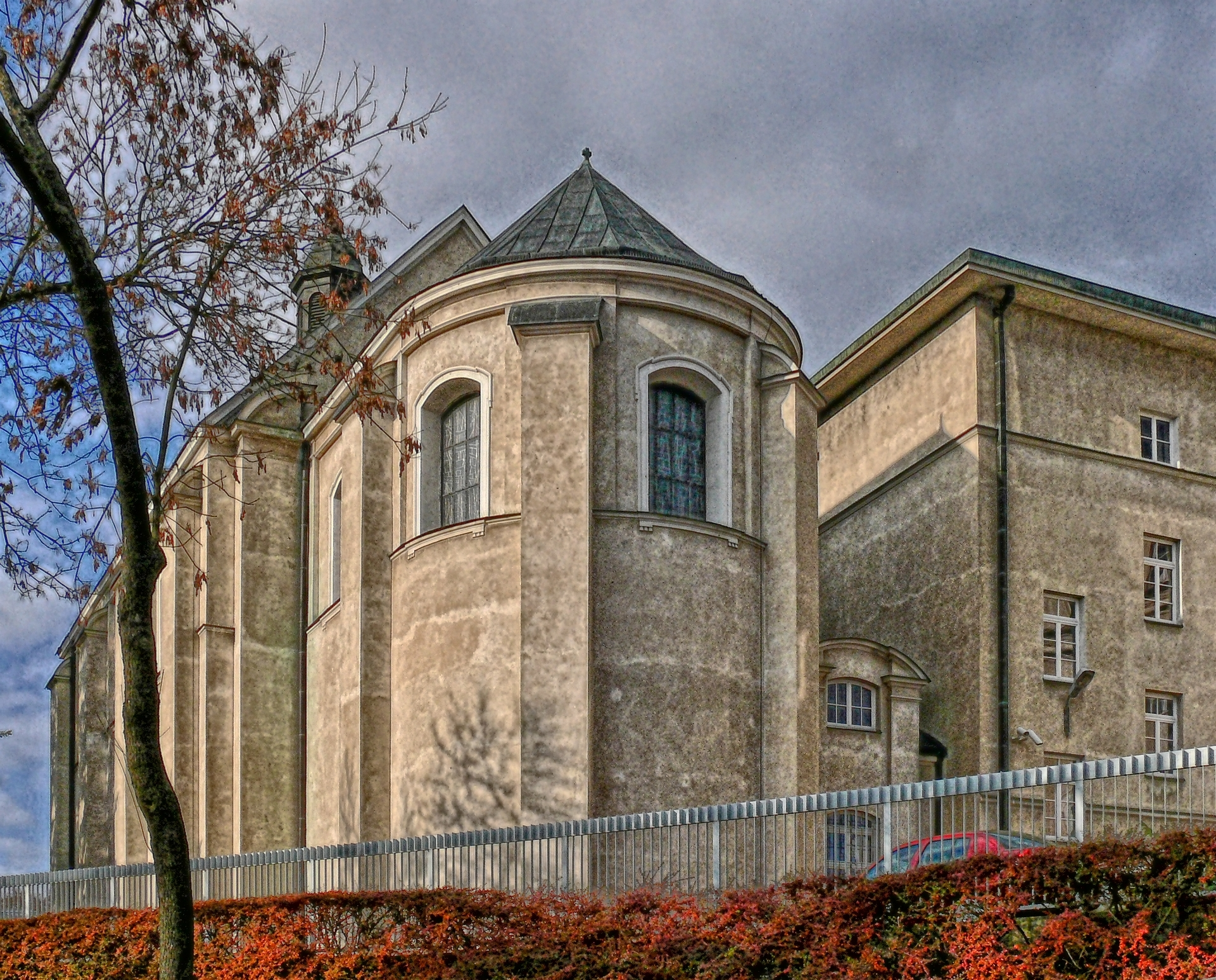
Kościół akademicki

W okresie międzywojennym Uniwersytet uzyskał własny gmach (Gmach Główny), który jest siedzibą uniwersytetu do dziś. Przymiotnik „Katolicki” do nazwy dodano w 1928 roku. W czasie okupacji niemieckiej gmach KUL został zajęty i służył jako szpital wojskowy. Wielu profesorów wówczas uwięziono, innych zaś rozstrzelano, m.in. wybitnego cywilistę Romana Longchampsa de Bériera i teoretyka prawa Czesława Martyniaka. Studentów natomiast wywożono do obozów koncentracyjnych lub na przymusowe prace. Pracownicy i studenci uczelni znaleźli się również wśród ofiar zbrodni katyńskiej. Po wyjściu z aresztu, rektor uczelni Antoni Szymański zorganizował tajne nauczanie, dzięki czemu uniwersytet działał dalej. Oficjalnie KUL wznowił swą działalność 21 sierpnia 1944 r., jako pierwszy uniwersytet w Polsce po okupacji niemieckiej. Po konferencjach w Jałcie i Poczdamie i wynikłym z nich odebraniu Polsce ziem wschodnich, wielu profesorów Uniwersytetu Stefana Batorego w Wilnie i Uniwersytetu Jana Kazimierza we Lwowie podjęło pracę na KUL.

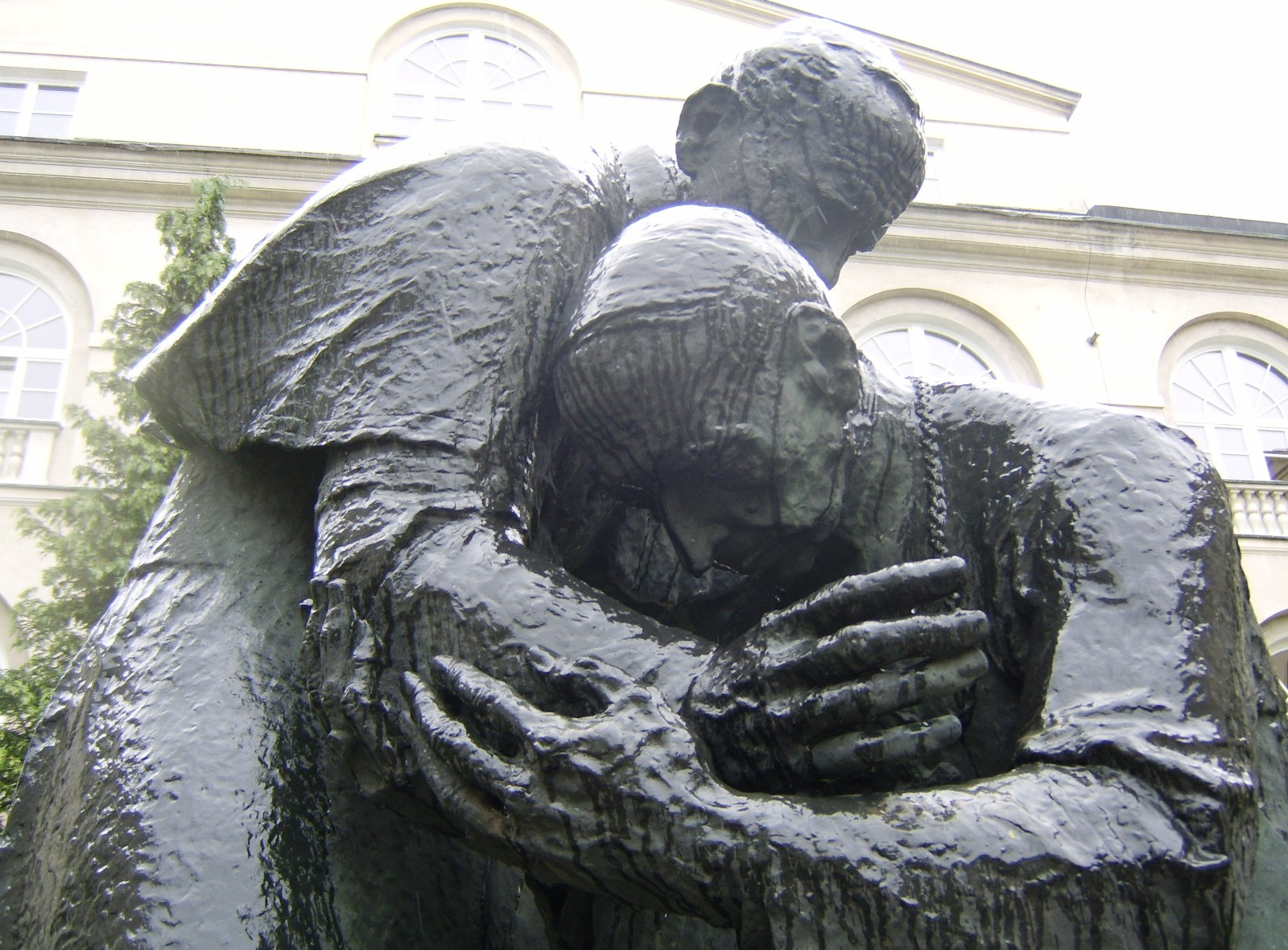
Pomnik Jana Pawła II i kard. S. Wyszyńskiego na dziedzińcu KUL

Współcześnie Katolicki Uniwersytet Lubelski posiada siedem wydziałów oraz filię w Stalowej Woli, na których otwartych jest łącznie 51 kierunków, z liczbą blisko 10 tysięcy studentów. W webometrycznym rankingu uniwersytetów świata zajmuje 38 miejsce wśród 410 sklasyfikowanych uczelni w Polsce. Posiada najlepszą teologię w Polsce, czwartą filozofię, piątą filologię polską a kierunki takie jak prawo, administracja, pedagogika, socjologia czy psychologia znajdują się w okolicach 10 miejsc rankingu Perspektyw. KUL posiada uprawnienia do nadawania stopnia doktora i doktora habilitowanego w 17 dyscyplinach: nauki prawne, socjologiczne, pedagogika, prawo kanoniczne, psychologia, filozofia, historia, językoznawstwo, literaturoznawstwo, nauki o sztuce, nauki teologiczne, nauki biologiczne, biologia medyczna, nauki o polityce, administracja, nauki biblijne oraz nauki o rodzinie.

## Historia
Katolicki Uniwersytet Lubelski powstał z inicjatywy ks. Idziego Radziszewskiego, który zbierał fundusze na powstanie katolickiej uczelni w Polsce wśród Polonii w Petersburgu, w miejsce likwidowanej przez władze bolszewickie Akademii Duchownej w Petersburgu.
Głównymi fundatorami byli przemysłowiec Karol Jaroszyński i inżynier Franciszek Skąpski.
Na miejsce dla takiej uczelni wybrano Lublin. W 1918 roku pomysł zyskał akceptację polskich biskupów oraz nuncjusza Stolicy Apostolskiej i 27 lipca 1918 roku decyzją Zjazdu Biskupów Królestwa Polskiego została powołana uczelnia pod nazwą Uniwersytet Lubelski. Księgozbiór Akademii Petersburskiej stał się zaczątkiem księgozbioru nowego Uniwersytetu. Jesienią 1918 roku Uniwersytet rozpoczął działalność. Początkowo korzystał z bazy lokalowej seminarium duchownego. Obejmował wtedy 4 wydziały: Teologiczny (otwarty w 1918), Prawa Kanonicznego, Prawa i Nauk Społeczno-Ekonomicznych oraz Nauk Humanistycznych. Studenci Uniwersytetu Lubelskiego zaangażowali się tak w wojnę polsko-bolszewicką, jak i wzięli aktywny udział w przygotowaniach do plebiscytów (w Bytomskim Komisariacie Plebiscytowym pracowali studenci prawa kanonicznego: błogosławiony Stefana Grelewski i Józef Sznuro).
W 1928 roku zmieniono nazwę uczelni na Katolicki Uniwersytet Lubelski. Przed II wojną światową KUL zdobywał uprawnienia państwowe oraz, mimo że miał status uczelni prywatnej, otrzymał prawo do dotacji państwowych. Otrzymał także własny gmach – był to budynek podominikański usytuowany przy Alejach Racławickich, blisko centrum miasta.
Ustawą z 9 kwietnia 1938 nadano KUL pełne prawa państwowych szkół akademickich. 9 maja 1939 ogłoszono statut KUL.
Rozwój uczelni, m.in. uruchomienie studiów na kierunku lekarskim, przerwała niemiecka okupacja. Gmach KUL przekształcono w szpital wojskowy. Część profesorów i studentów wywieziono na roboty przymusowe do Niemiec, część do obozów koncentracyjnych, część została rozstrzelana. Uniwersytet podczas trwania II wojny światowej prowadził tajne nauczanie dla swoich studentów.
KUL była pierwszą uczelnią, która wznowiła działalność na skrawku wyzwolonej Polski. Już 2 sierpnia 1944 roku KUL uzyskał pozwolenie od nowych komunistycznych władz na wznowienie działalności, a 3 listopada 1944 roku podjęto zajęcia akademickie (na inauguracji roku szkolnego obecni byli m.in. przedstawiciele PKWN i oficjalny reprezentant ZSRR w Lublinie – Nikołaj Bułganin). Uczelnię udało się reaktywować dzięki inicjatywie ks. prof. Antoniego Słomkowskiego. Zaczęli tu wykładać profesorowie przesiedleni z Kresów Wschodnich, głównie z Uniwersytetu Stefana Batorego w Wilnie i Uniwersytetu Jana Kazimierza we Lwowie. Początkowo nowe władze sprzyjały katolickiej uczelni, później jednak stała się ona celem ataków. Doszło do nacjonalizacji podstawowego źródła finansowania KUL, jakim był liczący 7 tys. ha majątek rolny Fundacji hr. Potulickich w Potulicach koło Nakła. W 1949 roku zabroniono przyjmowania nowych studentów na niektóre świeckie kierunki, pozbawiono funkcji rektora ks. Słomkowskiego – za to, że nie chciał zalegalizować na uczelni komórki młodzieżowej organizacji komunistycznej. Uniwersytet był stale inwigilowany przez Służbę Bezpieczeństwa, utrudniano życie studentom i wykładowcom, cenzurowano publikacje uczelni.
Dopiero lata 90. XX wieku przyniosły poprawę sytuacji. Część pieniędzy KUL zaczął otrzymywać z budżetu państwa, zniesiono cenzurę, uczelnia zaczęła rozwijać bazę dydaktyczną. W 1991 r. KUL odzyskał Fundację Potulicką, a w 2003 r. założył grupę kapitałową CGFP sp. z o.o. mającą w swych zasobach ziemię o areale 5000 ha. Z danych księgowych wynika jakim majątkiem obraca całą grupa kapitałowa i jak duże finansowanie posiada KUL.
Do kadry naukowej Uniwersytetu w okresie powojennym i w okresie przemian ustrojowych należały takie osobistości jak m.in.: Władysław Bartoszewski, Wiesław Chrzanowski, Jan Czekanowski, Juliusz Kleiner, Marian Morelowski, Jan Parandowski, Marek Safjan, Irena Sławińska, Adam Strzembosz, Hanna Suchocka, Stefan Swieżawski, Andrzej Wojtkowski, Czesław Zgorzelski oraz księża: Hieronim Feicht, Wincenty Granat, Stanisław Kamiński, Mieczysław Krąpiec, Mieczysław Żywczyński, Czesław Bartnik czy Karol Wojtyła.
W 2005 uczelnia zmieniła nazwę „Katolicki Uniwersytet Lubelski” na „Katolicki Uniwersytet Lubelski Jana Pawła II”.
W 2018 otrzymał Odznakę Honorową Primus in Agendo.
W marcu 2021 uczelnia zawarła porozumienie o współpracy naukowo-dydaktycznej z Wyższą Szkołą Policji w Szczytnie.

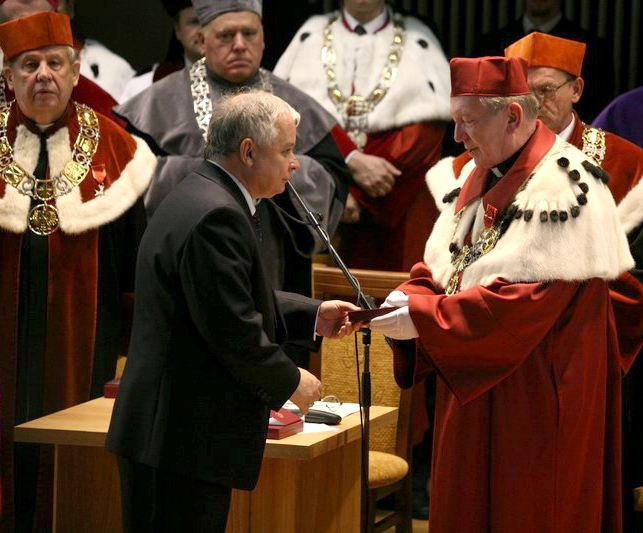
Przekazanie na ręce J.M. Rektora Katolickiego Uniwersytetu Lubelskiego ks. prof. Stanisława Wilka, nadanego pośmiertnie ppor. Janowi Bołbottowi, Krzyża Srebrnego Orderu Wojennego Virtuti Militari. 19 października 2008 r.

## Władze uczelni

### Rektorzy
- 1918–1922 – ks. Idzi Benedykt Radziszewski – zm. 22 lutego 1922
- 1922–1924 – o. Jacek Woroniecki OP – zm. 18 maja 1949
- 1924–1925 – bp Czesław Sokołowski – zm. 11 listopada 1951
- 1925–1933 – ks. Józef Kruszyński – zm. 10 sierpnia 1953
- 1933–1939 – ks. Antoni Szymański – zm. 9 października 1942
- 1944–1951 – ks. Antoni Słomkowski – zm. 19 lutego 1982
- 1951–1956 – ks. Józef Iwanicki – zm. 4 sierpnia 1995
- 1956–1965 – ks. Marian Rechowicz – zm. 23 września 1983
- 1965–1970 – ks. Wincenty Granat – zm. 11 grudnia 1979
- 1970–1983 – o. Mieczysław Albert Krąpiec OP – zm. 8 maja 2008
- 1983–1988 – bp Piotr Hemperek – zm. 3 lipca 1992
- 1988–1989 – bp Jan Śrutwa
- 1989–1998 – ks. Stanisław Wielgus
- 1998–2004 – ks. Andrzej Szostek MIC
- 2004–2012 – ks. Stanisław Wilk SDB
- 2012–2020 – ks. Antoni Dębiński
- od 2020 – ks. Mirosław Kalinowski

### Kadencja 2024–2028
- Rektor: ks. prof. Mirosław Kalinowski
- Prorektor ds. misji: ks. dr hab. Piotr Wiśniewski, prof. KUL
- Prorektor ds. kształcenia: ks. dr hab. Jarosław Jęczeń, prof. KUL
- Prorektor ds. studentów i umiędzynarodowienia: dr hab. Beata Piskorska, prof. KUL
- Prorektor ds. Collegium Medicum: prof. dr hab. n. med. Maciej Banach
- Prorektor ds. klinicznym i rozwoju badań klinicznych: prof. dr hab. n. med. Michał Zembala[24]

### Kadencja 2020–2024
- Rektor: ks. prof. Mirosław Kalinowski
- Prorektor ds. administracji: ks. prof. Mirosław Sitarz
- Prorektor ds. kształcenia: dr hab. Ewa Trzaskowska, prof. KUL
- Prorektor ds. studentów, doktorantów i rozwoju: dr hab. Beata Piskorska, prof. KUL
- Prorektor ds. nauki i kadr: s. dr hab. Beata Zarzycka, prof. KUL
- Prorektor ds. misji i cyfryzacji: dr hab. Adam Zadroga, prof. KUL

## Lokalizacja

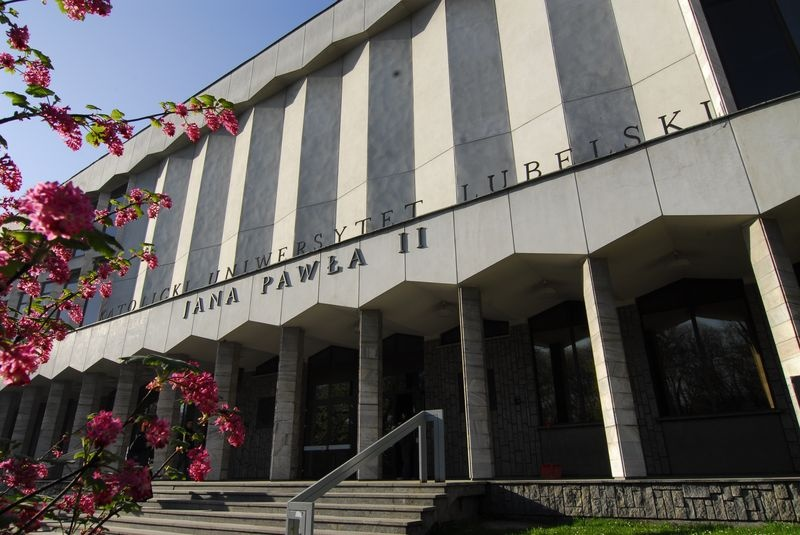
Wejście do Gmachu Głównego (od strony al. Racławickich)

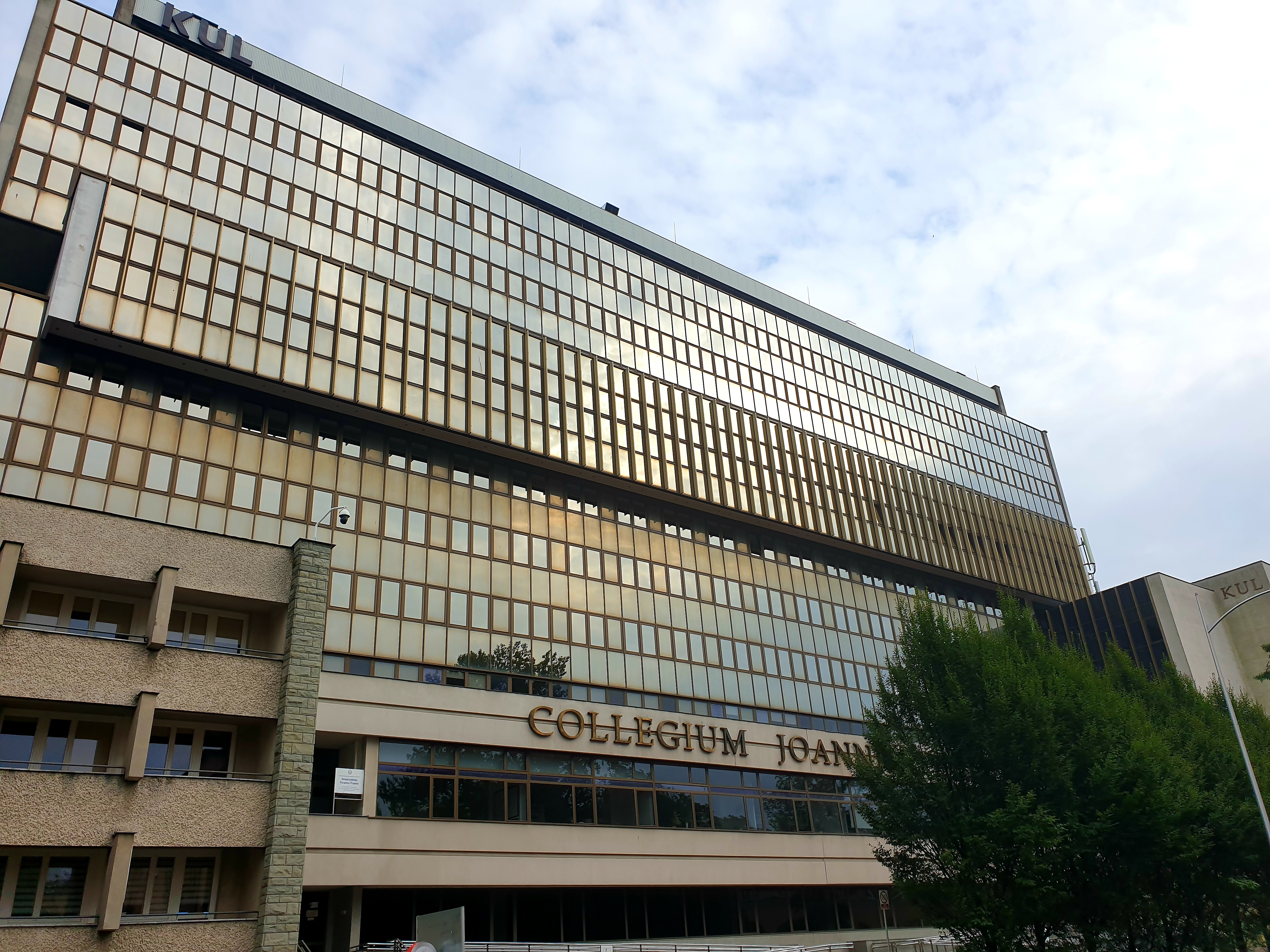
Budynek Collegium Jana Pawła II

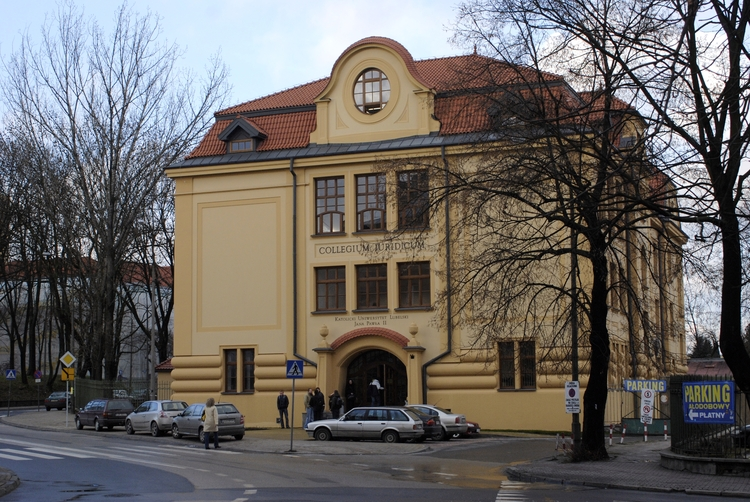
Collegium Iuridicum

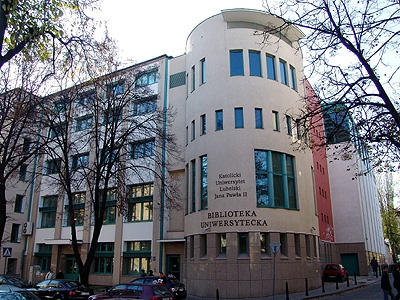
Biblioteka Uniwersytecka

Budynki Katolickiego Uniwersytetu Lubelskiego Jana Pawła II skupione są w dwóch miejscach Lublina – campus w centrum miasta, drugie miejsce to dzielnica Konstantynów w południowej części miasta.

### Kampus główny
Kampus główny obejmuje zabytkowe budynki, w których znajdują się władze uniwersytetu, niektóre wydziały, administracja oraz siedziby organizacji studenckich. Do campusu głównego należą:
- Gmach główny – główny budynek będący podominikańskim kompleksem, który uniwersytet otrzymał jeszcze przed wojną. Znajduje się w nim m.in. Wydział Nauk Humanistycznych, Wydział Nauk Społecznych oraz Wydział Filozofii. Znajduje się tu także kościół pw. św. Krzyża (kościół akademicki).
- Collegium Joannis Pauli II – okazały gmach zbudowany w stylu międzynarodowym. Większość budynku zajmuje Wydział Prawa, Prawa Kanonicznego i Administracji oraz Wydział Nauk Społecznych. Część siedziby ma tutaj również Wydział Teologii.
- Collegium Norvidianum – nowoczesny budynek w stylu postmodernistycznym. Znajduje się w nim m.in. Wydział Nauk Humanistycznych z Ośrodkiem Badań nad Twórczością Cypriana Kamila Norwida.

We wschodniej części Śródmieścia znajduje się Collegium Iuridicum, drugi budynek należący do Wydziału Prawa, Prawa Kanonicznego i Administracji. Pozyskany od Akademii Medycznej budynek przy ulicy Spokojnej 1 stanowi bazę dydaktyczną z niektórymi katedrami wydziału oraz sekretariaty Instytutu Administracji i Instytutu Europeistyki.
- Biblioteka Uniwersytecka KUL ma swoją siedzibę w centrum miasta przy ulicy Chopina, w budynkach, które uczelnia otrzymała zaraz po wojnie od Kurii Biskupiej. W należących do Uniwersytetu sąsiadujących z Biblioteką kamienicach mieszczą się także niektóre instytuty międzywydziałowe.

Również w centrum, przy ulicy Niecałej, znajduje się akademik męski.

### Baza dydaktyczna na Konstantynowie
Na Konstantynowie mieszczą się Wydział Nauk Przyrodniczych i Technicznych, Wydział Medyczny z laboratoriami, akademiki żeńskie i męski oraz hala sportowa.

## Struktura uniwersytetu

### Wydziały
- Wydział Teologii (1918)
- Wydział Prawa, Prawa Kanonicznego i Administracji (początkowo noszący nazwę Wydział Prawa i Nauk Społeczno-Ekonomicznych i istniejący w latach 1918–1952, reaktywowany w 1981)
- Wydział Nauk Humanistycznych (1918)
- Wydział Filozofii (1946)
- Wydział Nauk Społecznych (1980)
- Wydział Medyczny (2022)
- Wydział Nauk Przyrodniczych i Technicznych (2022)

Na uczelni funkcjonuje również Kolegium Międzywydziałowych Indywidualnych Studiów Humanistycznych, na określonych kierunkach.

### Filia
- Filia Katolickiego Uniwersytetu Lubelskiego Jana Pawła II w Stalowej Woli (2021)

### Instytuty naukowe
Na Katolickim Uniwersytecie Lubelskim Jana Pawła II działają m.in.:
- Instytut Ekumeniczny (1983)
- Instytut Kultury Niderlandzkiej
- Instytut Społeczeństwa i Kultury Europy Wschodniej (1985)
- Instytut Badań nad Twórczością Cypriana Kamila Norwida
- Ośrodek Badań nad Geografią Historyczną Kościoła w Polsce (1957)
- Instytut Badań nad Polonią i Duszpasterstwem Polonijnym (1972)
- Instytut Jana Pawła II (1982)
- Instytut Nauk Biblijnych
- Instytut Badań nad Literaturą Religijną
- Instytut Leksykograficzny
- Ośrodek Archiwów, Bibliotek i Muzeów Kościelnych (1956)

## Kierunki kształcenia
- Wydział Teologii
  - Nauki o rodzinie
  - Teologia

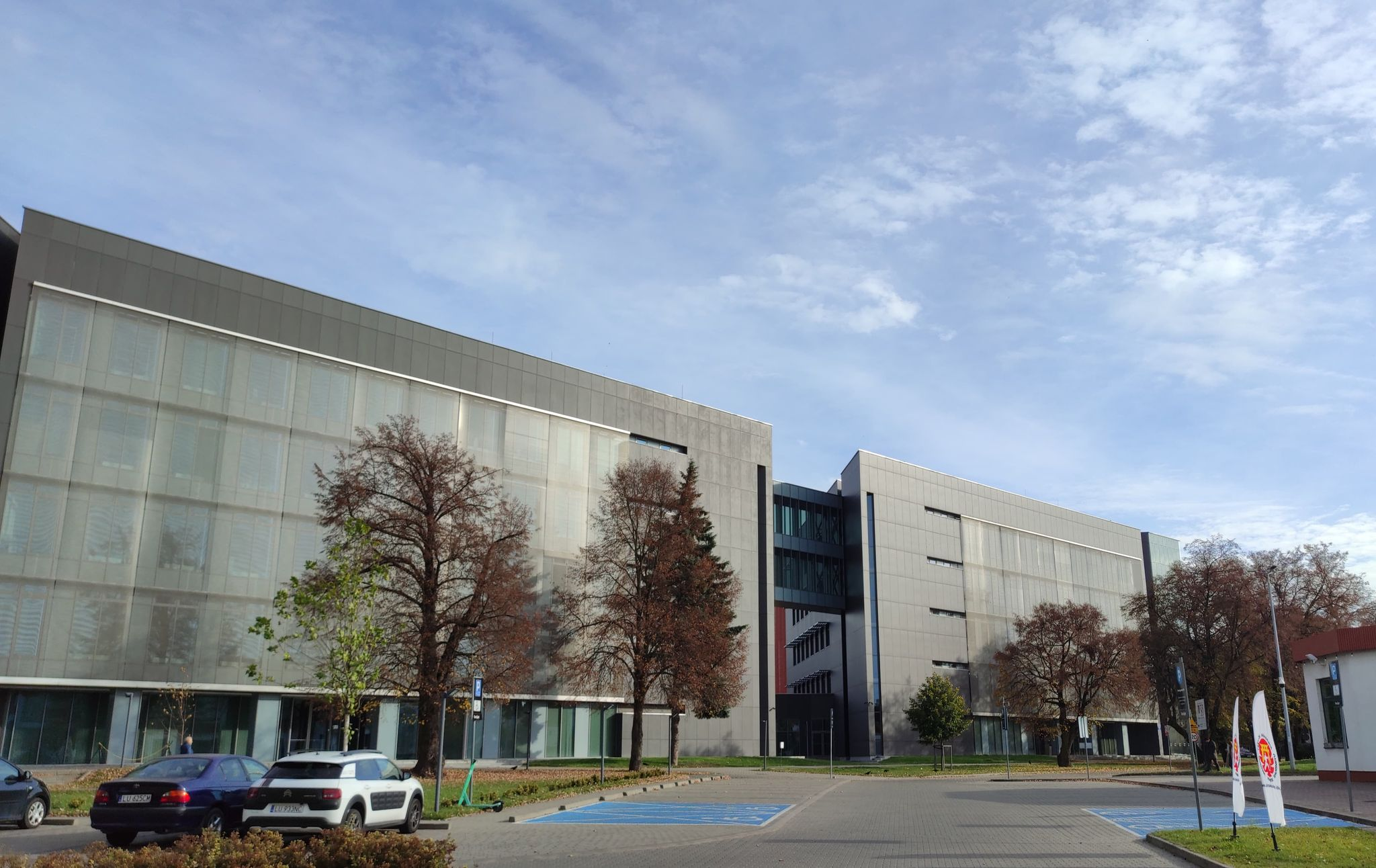
Instytut Nauk Biologicznych

- Wydział Prawa, Prawa Kanonicznego i Administracji
  - Administracja
  - Europeistyka – studia w j. angielskim
  - Prawo
  - Prawo w biznesie
  - Prawo kanoniczne

- Wydział Nauk Humanistycznych
  - Edytorstwo
  - Filologia: angielska, chińska, germańska, hiszpańska, klasyczna, niderlandzka, romańska, słowiańska, włoska
  - Filologia polska
  - Historia
  - Historia sztuki
  - Krajoznawstwo i Turystyka kulturowa
  - Lingwistyka stosowana
  - Muzykologia

- Wydział Filozofii
  - Applied Anthropology – studia w j. angielskim
  - Filozofia
  - Kognitywistyka
  - Międzyobszarowe Indywidualne Studia Humanistyczno-Społeczne
  - Retoryka stosowana
  - Sztuczna inteligencja

- Wydział Nauk Społecznych
  - Bezpieczeństwo narodowe
  - Dziennikarstwo i Komunikacja społeczna
  - Doradztwo kariery i Doradztwo personalne
  - Ekonomia
  - Kryminologia
  - Pedagogika
  - Pedagogika przedszkolna i wczesnoszkolna
  - Pedagogika specjalna
  - Politologia
  - Psychologia
  - Praca socjalna
  - Praca socjalna i Ekonomia społeczna
  - Socjologia
  - Stosunki międzynarodowe
  - Zarządzanie

- Wydział Medyczny
  - Biotechnologia
  - Bioanalytical technologies
  - Dietetyka
  - Pielęgniarstwo
  - Położnictwo
  - Lekarski

- Wydział Nauk Przyrodniczych i Technicznych
  - Architektura krajobrazu
  - Informatyka
  - Inżynieria środowiskowa
  - Inżynieria materiałowa
  - Matematyka

- Filia Katolickiego Uniwersytetu Lubelskiego Jana Pawła II w Stalowej Woli
  - Administracja
  - Bezpieczeństwo narodowe
  - Dietetyka
  - Inżynieria środowiskowa
  - Inżynieria materiałowa
  - Nauki o rodzinie

## Życie studenckie

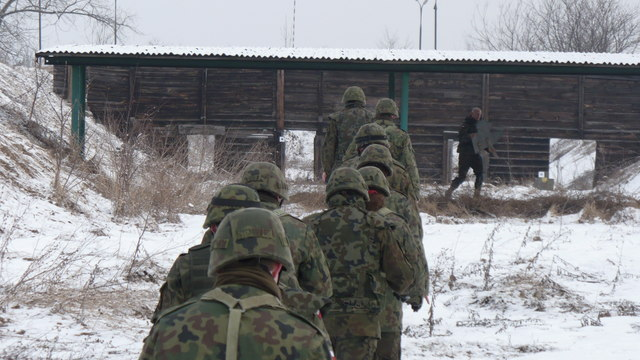
Legia Akademicka KUL

Na terenie Uniwersytetu działają organizacje studenckie, m.in. Uczelniany Samorząd Studentów.
Działają także organizacje kulturalne:
- Akademickie Studio Filmowe
- Chór Akademicki
- Chór Duszpasterstwa Akademickiego KUL
- Galeria 1 im. Bogusława Słomki
- Gazeta Studencka „Coś Nowego”
- Scena Plastyczna KUL Leszka Mądzika
- Teatr Enigmatic
- Teatr ITP
- Agencja Reporterska „PassionTV”

Swoją siedzibę mają instytucje naukowe – m.in. Towarzystwo Hiszpańsko-Polskie, ponad 60 różnych kół naukowych.
Oprócz tego istnieją także kluby i sekcje sportowe, Koło PTTK, Legia Akademicka (organizacja propagująca służbę wojskową wśród studentów).
Istniejące od kilkudziesięciu lat Towarzystwo Przyjaciół KUL zajmuje się promowaniem uczelni na świecie i zbieraniem środków finansowych na działalność Uniwersytetu.

## Upamiętnienie
W 90-lecie działalności Biskup Polowy Wojska Polskiego gen. dyw. Tadeusz Płoski przyznał Katolickiemu Uniwersytetowi Lubelskiemu Jana Pawła II Medal „Milito Pro Christo” za: kształcenie inteligencji katolickiej, wychowywanie młodych ludzi w duchu chrześcijańskich wartości, za kształcenie charakterów i postaw, poszukiwanie prawdy we wszystkich dziedzinach wiedzy, jej odkrywanie i wierne głoszenie, prowadzenie badań w duchu harmonii między nauką i wiarą, współtworzenie chrześcijańskiej kultury, niezłomność postaw w całej historii Uczelni – mimo prześladowań, represji i szykanowania, wierne wypełnianie dewizy „Deo et Patriae” – Bogu i Ojczyźnie.
Uchwałą z 7 grudnia 2017 Senat RP IX kadencji zdecydował o ustanowieniu roku 2018 100-lecia Katolickiego Uniwersytetu Lubelskiego Jana Pawła II.